# Parhabinsaran Janji Matogu
Parhabinsaran Janji Matogu is een bestuurslaag in het regentschap Toba Samosir van de provincie Noord-Sumatra, Indonesië. Parhabinsaran Janji Matogu telt 559 inwoners (volkstelling 2010).